# Peter Dodds McCormick
Peter Dodds McCormick (1834-1916) fue un maestro y compositor australiano nacido en Escocia. Es más conocido por haber sido quien compuso el himno nacional de Australia «Advance Australia Fair».

## Biografía
Nació en Port Glasgow, Escocia, hijo de un marinero. Llegó a Sídney (en ese momento la ciudad principal de la colonia británica de Nueva Gales del Sur) en 1855. Los detalles de sus primeros años, antes de su llegada a Australia, son inciertas. Pasó la mayor parte de su vida como empleado del Departamento de Educación de Nueva Gales del Sur. En 1863 en la Saint Mary's National School fue nombrado profesor a cargo y pasó a enseñar en la escuela de denominación Presbiteriana en Woolloomooloo, suburbio de Sídney, en 1867. Luego se trasladó al Dowling Plunkett Street Public School en 1878, donde permaneció hasta 1885.
McCormick estuvo muy involucrado en la Iglesia Presbiteriana de Escocia y participó activamente en varias organizaciones comunitarias y de beneficencia.